# Тищенко, Игорь Сергеевич
И́горь Серге́евич Ти́щенко (укр. Ігор Сергійович Тищенко; род. 11 мая 1989, Владивосток) — украинский футболист, полузащитник.

## Биография

### Клубная карьера
В пять лет вместе с семьёй переехал в Мариуполь. Вскоре отец отвёл его в футбольную школу. Первый тренер — Анатолий Александрович Стрепетов. В детско-юношеской футбольной лиге Украины выступал с 2001 года по 2006 год за «Ильичёвец».
Летом 2006 года был переведён в «Ильичёвец-2», который выступал во Второй лиге Украины. В состав второй команды он попал со второго раза, благодаря Александру Балабанову, который убедил главного тренера «Ильичёвца-2» взять Тищенко в команду. В составе команды дебютировал 31 июля 2006 года в домашнем матче против харьковского «Арсенала» (2:1), Тищенко начал матч в основе, но на 52 минуте был заменён на Дмитрия Скоблова. В сезоне 2006/07 Тищенко параллельно выступал в молодёжном первенстве Украины и сыграл 18 матчей и забил 1 мяч. Всего за «Ильичёвец-2» во Второй лиге он играл на протяжении полутора лет и сыграл в 38 матчах, в которых забил 2 гола.
Зимой 2008 года был отдан в аренду в «Феникс-Ильичёвец» из Калинино, где главным тренером клуба был Александр Гайдаш. Вместе с Игорем Тищенко в «Фениксе» играли и другие игроки арендованные у «Ильичёвца». В Первой лиге Украины дебютировал 23 марта 2008 года в выездном матче против луцкой «Волыни» (3:0), Игорь Тищенко начал игру в основе, но на 66 минуте был заменён на Геннадия Егорова. В сезоне 2007/08 «Феникс-Ильичёвец» занял 16 место и смог сохранить место в Первой лиге, Тищенко за время аренды сыграл в 17 матчах.
Летом 2008 года вернулся обратно в «Ильичёвец». В сезоне 2008/09 Тищенко играл в основном за дубль, в молодёжном чемпионате и сыграл 24 матчах в которых забил 1 гол. 9 мая 2009 года дебютировал в Премьер-лиге Украины под руководством Ильи Близнюка, в матче против криворожского «Кривбасса» (2:0), Тищенко вышел на 69 минуте вместо Александра Кечеджи. За основную команду в том сезоне он провёл 3 игры в чемпионате и 1 матч сыграл в Кубке Украины.
В сезоне 2009/10 Тищенко стал игроком основного состава «Ильичёвца», играл он в основном на правом фланге. 17 июля 2009 года в 1 тур чемпионата в домашнем матче против ужгородского «Закарпатья» (1:0), Тищенко вышел на 65 минуте вместо Николая Кашевского, а на 73 минуте забил свой первый гол в чемпионате на 73 минуте в ворота Александра Надя. 6 марта 2010 года в игре против одного из лидеров чемпионата киевского «Динамо» (1:1), Тищенко на 79 минуте поразил ворота Александра Шовковского. После этого сезона в котором Игорь провёл 26 матчей и забил 3 гола в чемпионате и провёл 2 игры в Кубке, его стали называть одним из самых перспективных в команде.
По итогам сезона 2010/11 «Ильичёвец» занял 14 место в чемпионате Украины и смог спастись от вылета в Первую лигу Украины. В последнем матче сезона команда сенсационно обыграла киевское «Динамо» (2:3), «Ильичёвец» по ходу матча проигрывая два мяча смог забить три гола и благодаря набранным трём очкам клуб остался в Премьер-лиге. Последний решающий мяч на 90 минуте забил Тищенко, после того как в штрафной к нему отлетел мяч он забил гол головой в сетку ворот Шовковского. Всего в этом сезоне в чемпионате он сыграл в 27 матчах, в которых забил 6 голов, в Кубке он провёл 1 игру.
Из-за травмы пропустил весь сезон 2012/2013 и по окончании контракта 30 июня 2013 года планировал сменить клуб. В июле 2013 года подписал трёхлетний контракт с львовскими «Карпатами». 27 июля 2013 года дебютировал за «Карпаты», выйдя на замену на 70-й минуте в матче против киевского «Арсенала». Не сумев закреится в основе покинул львовский клуб. С 2014 года выступает за польский клуб «Арка» (Гдыня).
В июле 2014 года заключил контракт с новичком украинской Премьер-лиги донецким «Олимпиком», провёл за него 28 игр и забил 2 гола в чемпионате и кубке Украины, после чего в августе 2015 по обоюдному согласию прекратил сотрудничество с клубом.
25 февраля 2016 года стал игроком «Шлёнска».
В 2016 году вновь пополнил ряды мариупольского клуба, который покинул в 2011 году. Был внесен в Зал славы ФК «Мариуполь».
В 2021 году перешёл в мариупольский клуб «Яруд» на правах свободного агента.

### Карьера в сборной
В октябре 2009 года после успешной игры за клуб, главный тренер молодёжной сборной Украины Павел Яковенко впервые вызвал Тищенко в состав команды, на игры против Бельгии и Словении в рамках отбора на чемпионат Европы 2011 в Дании. В этих матчах Игорь не принял участие. В составе молодёжки сыграл всего в одном товарищеском матче в начале марта 2010 года против подольского «Авангарда» (1:1), Тищенко вышел в начале второго тайма вместо Романа Безуса. 11 августа 2010 года в матче против Черногории (0:0), Тищенко остался на скамейке запасных.